# ویلیام تاونلی
ویلیام تاونلی (به انگلیسی: William Townley) بازیکن فوتبال زادهٔ ۱۴ فوریه ۱۸۶۶ اهل انگلستان که سابقهٔ بازی در تیم ملی فوتبال انگلستان را در کارنامهٔ خود دارد. وی در تاریخ ۲۳ فوریه ۱۸۸۹ نخستین بازی ملی خود را در مقابل تیم ملی فوتبال ولز انجام داد و با حضور در ۲ بازی ملی، در تاریخ ۱۵ مارس ۱۸۹۰ واپسین بازی ملی‌اش را در برابر تیم ملی فوتبال ایرلند برگزار کرد.
این بازیکن توانسته در بازی‌های ملی، ۲ گل به ثمر برساند.